# Michael Senft
Michael Senft (* 28. září 1972 Bad Kreuznach, Porýní-Falc) je bývalý německý vodní slalomář, kanoista závodící v kategorii C2. Jeho partnerem v lodi byl po většinu jeho kariéry André Ehrenberg, od roku 2004 jezdil s Christianem Bahmannem.
Na mistrovstvích světa získal jednu zlatou (C2 – 2005), tři stříbrné (C2 – 1997; C2 družstva – 2002, 2003) a dvě bronzové medaile (C2 družstva – 1995, 1997). Z evropských šampionátů si přivezl jednu zlatou (C2 družstva – 1996), jednu stříbrnou (C2 družstva – 2005) a jednu bronzovou medaili (C2 družstva – 2002). Na Letních olympijských hrách 1996 v Atlantě získal bronzovou medaili, v Sydney 2000 byl osmý a v Athénách 2004 skončil na čtvrtém místě.